# تیاندرا پانتین
تیاندرا پانتین (انگلیسی: Tiandra Ponteen؛ زادهٔ ۹ نوامبر ۱۹۸۴) ورزشکار دو و میدانی زن در رشته‌های دو ۲۰۰ متر و دو ۴۰۰ متر اهل سنت کیتس و نویس است که در مجموع در مسابقات بین‌المللی برندهٔ ۱ مدال برنز، ۵ مدال نقره و ۵ مدال برنز شده‌است.